# 岡崎フラグメント
岡崎フラグメント（おかざきフラグメント）は、DNA複製におけるラギング鎖の合成時にDNAプライマーゼとDNAポリメラーゼIIIによって形成される比較的短いDNA断片（フラグメント）である。
分子生物学者の岡崎令治、岡崎恒子により1967年に発見された。
なお、当初は新生短鎖と呼称されていた。

## 概要

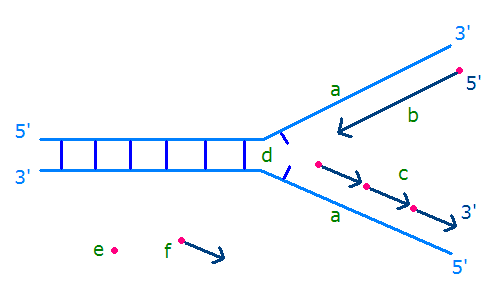
ラギング鎖（a下）からみて複製フォーク (d) は遠ざかっていくため、DNA合成が段階的に行われる。このとき合成される短いDNA断片 (c) を岡崎フラグメントという

DNAは複製される際に、二重らせんがほどかれ、相補鎖がDNAヘリカーゼによって分離されると、DNAプライマーゼとDNAポリメラーゼが作用し、新しい相補鎖を作成する。DNAポリメラーゼによるDNAの合成は、5' から 3' への方向にしか行えないが、ラギング鎖では 3' から 5' への方向の合成を必要とする。そのためDNA合成は段階的に行われる。まずDNAプライマーゼによって数塩基の短いRNA（プライマー）が合成され、続いて、その 3' 末端からDNAポリメラーゼIIIによってDNAが合成される（ただし真核生物はDNAポリメラーゼδ、クレン古細菌はDNAポリメラーゼB、ユーリ古細菌はDNAポリメラーゼDを使用する）。こうしてできるのが岡崎フラグメントである。岡崎フラグメントの長さは、真正細菌では1000 - 2000塩基程度、真核生物及び古細菌では100 - 200塩基程度である。
このあとRNA部分がRNアーゼHによって分解され、DNAポリメラーゼIによって分解およびDNAの再合成を受ける。断片の間に残ったニック（ホスホジエステル結合が切れている部分）はDNAリガーゼによって結合される。

## 実験
岡崎令治と岡崎恒子は、大腸菌の体内でDNA複製を行う実験を行った。まず、大腸菌に放射性チミジンを取り込ませた（パルス標識）。しかし、DNA複製は一つの細胞内で1,000ヌクレオチド/秒という早さで行われているため、低温にし、反応スピードを下げ、標識時間を短くし、放射性チミジンを観察した。結果、1,000 - 2,000塩基対の短いDNAを抽出した。これはラギング鎖において、不連続複製が行われている可能性を意味する。
その後、アメリカ滞在中に大腸菌やT4ファージ内からDNAリガーゼが発見され、DNAリガーゼが作用する条件下と作用しない条件下で標識実験を行い、DNAリガーゼが作用しない条件下では長鎖の形成が抑えられて短鎖が蓄積することを確認し、仮説をより有力なものとした。